# Foghorn Leghorn
Foghorn Leghorn ist der Name einer Figur der Looney Tunes aus den Warner Bros. Zeichentrick-Studios, die 1946 ihren ersten Auftritt in dem Cartoon „Walky Talky Hawky“ (dt. Titel „Hühnerhabicht sucht Huhn“) hatte. Im ersten Film nur als Nebenfigur vorgesehen, wurde der Hahn mit starkem Hang zu üblen Streichen zu einer festen Figur der Looney Tunes. Er trat in über 20 Kurzfilmen auf, darunter auch als Hauptfigur in einigen Filmen.
Entwickelt wurde der Charakter Foghorn Leghorn von dem Animator Robert McKimson und Autor Warren Foster. Die Inspiration für die Figur war der fiktive, aufbrausende US-Südstaaten-Senator Beauregard Claghorn, eine damals populäre Figur in der seit 1945 ausgestrahlten Radiosendung The Fred Allen Show. Von diesem wurden auch einige Redewendungen in Foghorns Repertoire übernommen. Von der Figur wurde dann auch der Name der Trickfigur inspiriert. Foghorn ist ein Nebelhorn, Leghorn ist eine Haushuhnrasse. Eine weitere Inspiration für die Figur war laut Leonard Maltin eine Radiosendung aus den 1930er Jahren, deren Hauptfigur nur als The Sheriff bekannt war.
Im Originalton wurde ihm die Stimme bis 1989 von Mel Blanc verliehen.